# Bejaria sprucei
Bejaria sprucei är en ljungväxtart som beskrevs av Meissn. Bejaria sprucei ingår i släktet Bejaria och familjen ljungväxter. Inga underarter finns listade i Catalogue of Life.